# Thesium strigulosum
Thesium strigulosum är en sandelträdsväxtart som beskrevs av Friedrich Welwitsch och William Philip Hiern. Thesium strigulosum ingår i släktet spindelörter, och familjen sandelträdsväxter. Inga underarter finns listade i Catalogue of Life.